# Margine
Margine – wieś w Rumunii, w okręgu Bihor, w gminie Abram. W 2011 roku liczyła 473
mieszkańców.